# Valea Târsei, Prahova
Valea Târsei este o localitate componentă a orașului Breaza din județul Prahova, Muntenia, România.